# 1999 GS9
1999 GS9 är en asteroid i huvudbältet som upptäcktes den 14 april 1999 av de båda japanska astronomerna Takeshi Urata och Yoshisada Shimizu vid Nachi-Katsuura-observatoriet.
Asteroiden har en diameter på ungefär 9 kilometer och den tillhör asteroidgruppen Eos.